# Chelodina
Chelodina är ett släkte av sköldpaddor som ingår i familjen ormhalssköldpaddor.
Arter enligt Catalogue of Life:
- Chelodina canni
- Chelodina expansa
- Chelodina kuchlingi
- Chelodina longicollis
- Chelodina mccordi
- Chelodina novaeguineae
- Chelodina oblonga
- Chelodina parkeri
- Chelodina pritchardi
- Chelodina reimanni
- Chelodina rugosa
- Chelodina siebenrocki
- Chelodina steindachneri

The Reptile Databas betraktar Chelodina rugosa och Chelodina siebenrocki som synonymer till Chelodina oblonga. Däremot listas några arter till.
- Chelodina burrungandjii
- Chelodina colliei
- Chelodina gunaleni
- Chelodina walloyarrina